# Diomea
Diomea is een geslacht van vlinders van de familie spinneruilen (Erebidae), uit de onderfamilie Calpinae.

## Soorten
- D. discisigna Sugi, 1963
- D. disticta Bethune-Baker, 1909
- D. fenella Robinson, 1969
- D. rotundata Walker, 1857